# Svenja Würth
Svenja Würth (Baiersbronn, 20 de agosto de 1993) es una deportista alemana que compite en salto en esquí. Ganó una medalla de oro en el Campeonato Mundial de Esquí Nórdico de 2017, en la prueba de trampolín normal por equipo mixto.

## Palmarés internacional
| Campeonato Mundial | Campeonato Mundial | Campeonato Mundial | Campeonato Mundial |
| Año                | Lugar              | Medalla            | Prueba             |
| ------------------ | ------------------ | ------------------ | ------------------ |
| 2017               | Lahti (Finlandia)  | Medalla de oro     | TN equipo mixto    |